# 山上樹実雄
山上 樹実雄（やまがみ きみお、1931年7月22日 - 2014年8月6日）は、日本の俳人。本名・公夫。大阪府出身。

## 人物
大阪市生まれ。大阪大学医学部卒。卒業後は眼科医として勤務。1948年に「馬酔木」入会、水原秋櫻子に師事。また1949年より「南風」入会し山口草堂にも師事する。「馬酔木」「南風」同人、「南風」副主宰を経て、2004年に「南風」代表に就任。
句集に『眞竹』『白蔵』『山麓』『翠微』『四時抄』『晩翠』『春の顔』。1995年、『翠微』により第35回俳人協会賞、2003年『四時抄』により第3回山本健吉文学賞および第4回俳句四季大賞を受賞。ほかに馬酔木新人賞、南風賞などを受賞。俳人協会名誉会員、日本文藝家協会会員。
2014年8月6日、呼吸不全のため大阪市城東区の病院で83歳で死去。「南風」は津川絵理子と村上鞆彦が共宰のかたちで引き継いだ。